# Mazirat
Mazirat (okzitanisch gleichlautend) ist eine französische Gemeinde im Département Allier mit 280 Einwohnern (Stand: 1. Januar 2022) in der  Region Auvergne-Rhône-Alpes. Sie gehört zum Arrondissement Montluçon und zum Kanton Montluçon-1.

## Geographie
Mazirat liegt etwa 65 Kilometer nordwestlich von Clermont-Ferrand am Cher, der die Gemeinde im Westen und Nordwesten begrenzt.

### Nachbargemeinden
Umgeben ist Mazirat von den Nachbargemeinden Teillet-Argenty im Norden und Nordwesten, Sainte-Thérence im Norden und Nordosten, Terjat im Osten, La Petite-Marche im Süden, Évaux-les-Bains im Westen und Südwesten sowie Budelière im Westen und Nordwesten. 

## Bevölkerungsentwicklung
| Jahr      | 1962 | 1968 | 1975 | 1982 | 1990 | 1999 | 2006 | 2018 |
| Einwohner | 450  | 400  | 320  | 297  | 301  | 267  | 284  | 284  |

## Sehenswürdigkeiten
- Kirche Saint-Martin aus dem 19. Jahrhundert